# 귀둔초등학교
귀둔초등학교는 대한민국 강원특별자치도 인제군 인제읍에 있는 초등학교다.

## 학교 연혁
- 1935.04.11 귀둔간이학교로 인가 개교
- 1954.11.30 귀둔국민학교로 재설립 인가
- 1984.06.09 귀둔국민학교 병설유치원 개원
- 1996.03.01 귀둔초등학교 명칭 변경
- 2005.03.01 특수학급 1학급 인가
- 2012.03.01 제26대 배인수 교장 부임
- 2014.09.01 제27대 원미연 교장 부임
- 2015.02.13 제58회 졸업식 거행(총 1,475명)

## 참고 자료
- 귀둔초등학교 - 한국교육학술정보원 학교알리미